# کوریکو
کوریکو (به اسپانیایی: Coroico) یک منطقهٔ مسکونی در بولیوی است که در استان نور یونگاس واقع شده‌است. کوریکو ۱۲٬۲۳۷ نفر جمعیت دارد و ۱٬۵۲۵ متر بالاتر از سطح دریا واقع شده‌است.